# Everybody (ep)
Everybody is de vijfde ep van de Zuid-Koreaanse boyband SHINee.
Op 14 oktober 2013 kwam het album zowel digitaal als in de winkel uit. Het album werd geproduceerd door S.M. Entertainment en wordt gedistribueerd door EMI Music. Het bestaat uit 7 nummers, waarbij de eerste twee nummers, Everybody en Symptoms, als promotienummers uitgekozen werden.

## Nummers
| 1.                 | Everybody                                | Cho Yoonkyung | Thomas Troelsen, Coach & Sendo                                                           | 4:09 |
| 2.                 | Symptoms (Koreaans: 상사병)              | Jonghyun      | The Underdogs                                                                            | 3:49 |
| 3.                 | Queen of New York (Koreaans: 빗 속 뉴욕) | Kenzie        | Kenzie, Andrew Cho, Kim Jungbae                                                          | 3:19 |
| 4.                 | One Minute Back (Koreaans: 1분만)        | Jeon Gandi    | Trinity Music (Fredrik Haggstam, Sebastian Lundberg, Johan Gustafson), Andrew Jackson    | 3:43 |
| 5.                 | Destination                              | Kim Minjung   | Anne Judith Wik, Herbie Crichlow, Erik Lidbom, Jean Beauvoir, Escoffery, Michelle Andrea | 3:40 |
| 6.                 | Close The Door (Koreaans: 닫아줘)        | Jinbo         | Jinbo                                                                                    | 4:01 |
| 7.                 | Colorful                                 | Jeon Gandi    | Stephan Elfgren, Anders Wigelius                                                         | 4:07 |
| Totale duur: 26:50 |                                          |               |                                                                                          |      |